# 庄田安利
庄田 安利（しょうだ やすとし、慶安3年（1650年） - 宝永2年9月5日（1705年10月22日））は、江戸時代前期の旗本。江戸幕府大目付。幼名は万千代（まんちよ）。通称は三左衛門（さんざえもん）、小左衛門（こざえもん）。別称は荘田下総守。官位は従五位下下総守。妻は菅沼定実の娘。

## 生涯
旗本庄田安勝（3,000石）の長男として誕生。母は旗本で甲州流兵学者の小幡景憲の養女。万治元年（1658年）8月8日、はじめて将軍徳川家綱に拝謁する。寛文7年（1667年）11月21日、御小姓組の番士となり、寛文9年（1669年）7月10日、父安勝の死に伴い、庄田家の家督を相続。遺領3,000石のうち400石を弟庄田安議に分知したため、安利は2,600石を知行した。
寛文11年（1671年）6月5日より進物役を務め、天和元年（1681年）6月18日、将軍徳川家綱の正室伏見宮顕子女王御霊屋普請の功績で時服三領、羽織一領及び黄金三枚を賜る。天和3年（1683年）3月11日、本所奉行に就任したが、12月25日に辞職。貞享元年（1684年）12月27日、勤勉な勤仕を褒められ黄金五枚を賜った。貞享2年（1685年）7月23日、御使番に転じ、10月19日には目付に代わって日光東照宮に赴いた。のちしばしばこの役目を任せられている。12月28日には布衣の着用を許された（六位相当になったことを意味する）。
元禄5年（1692年）5月28日、先に美濃国八幡藩（郡上藩）主の遠藤常久（2万4,000石）が7歳で死去し、無嗣で遠藤家が1万石へ減知により城を召し上げられることとなった際に、安利が美濃郡上に赴き城受け取りの役を務めた。元禄7年（1694年）正月11日、西の丸留守居役に就任し、12月18日には従五位下下総守に叙任。元禄12年（1699年）12月15日に大目付に就任した。
在任中の元禄14年（1701年）3月14日、赤穂藩主浅野長矩が高家肝煎吉良義央に対して殿中刃傷に及んだため、田村建顕の屋敷にお預りの身となり、即日切腹と決定された。この際に長矩切腹の検死役正使に安利が選ばれ、副使の目付多門重共・大久保忠鎮とともに田村邸へ赴いた。この役目にあたって多門は浅野を気遣ったが、安利は長矩を咎人として庭先で切腹させるなど、厳しい態度で臨んだといわれる。
その後、幕府は8月21日になって安利を奥高家大友義孝（吉良義央の部下）・書院番士東条冬重（吉良義央の実弟）など吉良義央に近い旗本達とともに「勤めがよくない」などと咎め、安利は大目付から解任されて旗本寄合席入りにされる。その一方で、長矩切腹をめぐり意見対立した多門重共も、やはり宝永元年（1704年）に務めが良くなかったとされて処罰を受けている。
その後安利が役職に就任する事は無く、嫡男庄田安通に家督を譲り隠居した。宝永2年（1705年）9月5日に死去。享年56。法名純真。

## 創作
なお、人形浄瑠璃および歌舞伎の『仮名手本忠臣蔵』では、薬師寺次郎左衛門（やくしじじろうざえもん）の名前で登場するが、これは『太平記』中の高師直の家臣薬師寺公義の通称である。